# Indisch-osttimoresische Beziehungen
Die Staaten Indien und Osttimor unterhalten freundschaftliche Beziehungen. Die Kontakte sind zwar herzlich, aber eher sporadisch. Für Indien sind in Südostasien Beziehungen zu anderen Staaten, wie Vietnam und Myanmar, von größerer Bedeutung, als zum weiter entfernten Osttimor. Auch für dieses sind Beziehungen zu anderen Partnern wichtiger. Nach dem Besuch von Osttimors Außenminister José Ramos-Horta in Indien wurden die Kontakte zwischen den Ländern etwas mehr vertieft.

## Geschichte

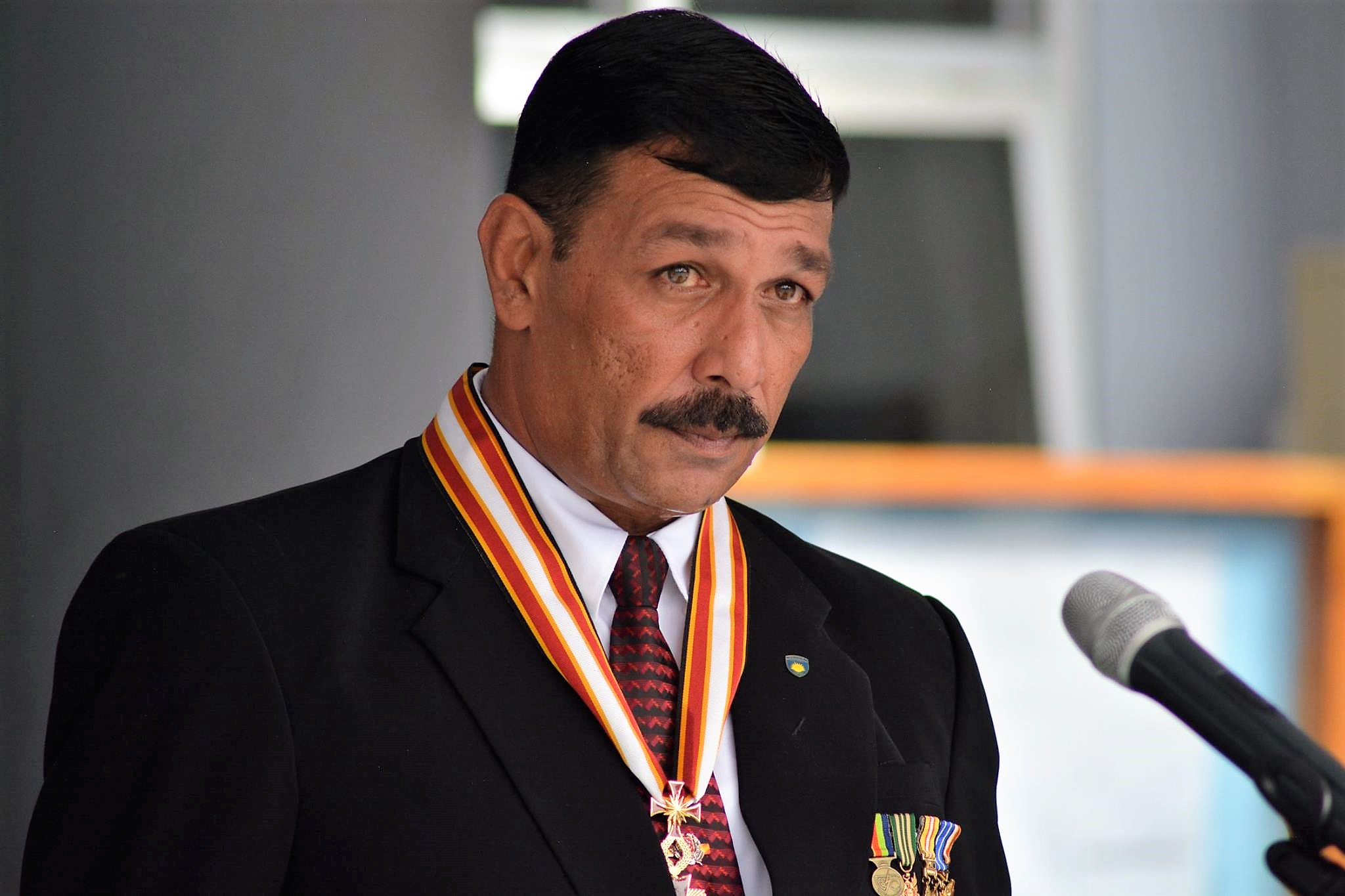
Longuinhos Monteiro (2017)

Bereits im 10. Jahrhundert soll Sandelholz von Timor bis nach Indien exportiert worden sein.
Einen Großteil der Kolonialzeit war Portugiesisch-Timor direkt dem portugiesischen Vizekönig von Indien in Goa unterstellt. Von den Portugiesen ausgebildete Missionare aus Goa spielten Anfang des 17. Jahrhunderts eine bedeutende Rolle bei der Verbreitung des katholischen Glaubens auf Timor. Später kamen auch indische Soldaten und Bürokraten und Ende des 19. Jahrhunderts auch indische Arbeitskräfte nach Portugiesisch-Timor. So gibt es noch heute eine kleine Gruppe indischstämmiger Osttimoresen, von denen viele wichtige Positionen innehaben. So zum Beispiel Roque Rodrigues, Verteidigungsminister von 2001 bis 2006, und Longuinhos Monteiro, unter anderem Innenminister von 2015 bis 2017.
Am 7. Dezember 1975 besetzte Indonesien Osttimor, dass sich neun Tage vorher einseitig von Portugal für unabhängig erklärt hatte, und berief sich dabei auf die Balibo-Deklaration, in der angeblich die im Bürgerkrieg in Osttimor unterlegenen Parteien Indonesien zur Hilfe riefen. Indien und andere pro-indonesische Staaten legten in der Generalversammlung der Vereinten Nationen einen Resolutionsentwurf vor, in dem Portugal und den osttimoresischen Parteien die Verantwortung für die Toten vorgeworfen wurde. Der Entwurf wurde aber zugunsten eines Antrags von Algerien, Kuba, dem Senegal, Guyana und anderen abgelehnt. Indonesien wurde zum Rückzug der Truppen aus Osttimor aufgefordert, hielt es aber 24 Jahre lang besetzt. Mit der Indian Society for Human Rights gab es in Indien eine Nichtregierungsorganisation, die sich für die Unabhängigkeit Osttimors von Indonesien einsetzte.
Nach drei Jahren UN-Verwaltung (UNTAET) wurde Osttimor am 20. Mai 2002 endgültig in die Unabhängigkeit entlassen. Diesmal war Indien eines der ersten Länder, die den neuen Staat anerkannten (das zweite nach der Volksrepublik China). Außenminister Omar Abdullah nahm mit einer Delegation an den Unabhängigkeitsfeiern in Dili teil.
Der indische Diplomat Atul Khare arbeitete bereits seit 2002 für die Unterstützungsmission der Vereinten Nationen in Osttimor (UNMISET) als Chief of Staff und später als Deputy Special Representative von UN-Generalsekretär Kofi Annan. Vom 6. Dezember 2006 bis zum 4. Dezember 2009 war Khare dann als Nachfolger des Japaners Sukehiro Hasegawa der UN-Sonderbeauftragte für Osttimor und Chef der Integrierten Mission der Vereinten Nationen in Timor-Leste (UNMIT). Von 2002 bis 2004 war bereits der Inder Kamalesh Sharma UN-Sonderbeauftragter für Osttimor.
Im Februar 2013 war Osttimors Vize-Gesundheitsministerin Natália de Araújo in Delhi zu Gast bei der International Conference on Traditional Medicine for South East Asian Countries. Gesundheitsminister Sérgio Lobo folgte im Monat darauf und traf auf seinen indischen Amtskollegen. Im Mai besuchte die osttimoresische Finanzministerin Emília Pires Indien. Im Juli 2015 kam Araújos Nachfolgerin Ana Isabel Soares nach Chennai. Im September vertraten der indische Sekretär des Gesundheits- und Familienministeriums Anshu Prakash und Direktor Amal Push Indien beim Treffen des regionalen WHO-Komitees in Dili. Osttimors Außenminister Hernâni Coelho besuchte Indien vom 27. bis 29. März 2016. Vize-Außenminister Roberto Soares folgte vom 4. bis 6. Dezember 2016.
Eine indische Wirtschaftsdelegation besuchte unter Führung von Botschafter Gurjit Singh Osttimor im Oktober 2014. Vom 7. bis 10. April 2018 besuchte der indische Staatsminister für soziale Gerechtigkeit und Bevollmächtigung Krishan Pal Gurjar Osttimor. Im Rahmen des Besuchs wurde eine gemeinsame Absichtserklärung für den Bereich Gesundheitsfürsorge und Öffentliche Gesundheit unterzeichnet.
Im Februar 2017 gründeten die indischen Staatsbürger in Osttimor die Association of Indians in Timor Leste.

## Diplomatie

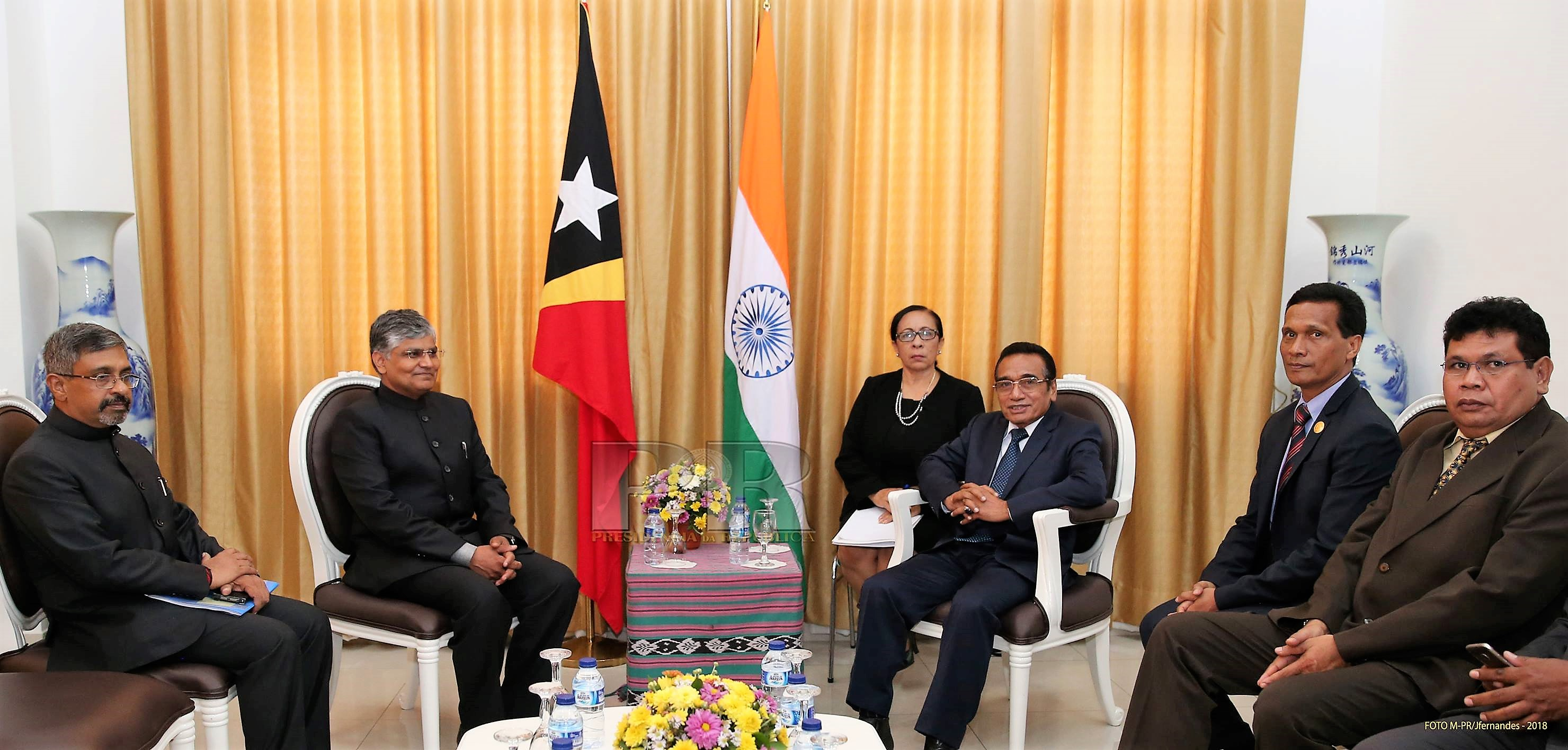
Pradeep Kumar Rawat, indischer Botschafter in Osttimor, und Francisco Guterres, Staatspräsident Osttimors (2018)

Diplomatische Beziehungen wurden formal mit der Unterzeichnung einer gemeinsamen Absichtserklärung am 24. Januar 2003 aufgenommen. Osttimors Premierminister Marí Alkatiri unterstützte bei der Generalversammlung der Vereinten Nationen 2003 Indiens Bestreben auf einen ständigen Sitz im Sicherheitsrat der Vereinten Nationen. Gleiches galt für den nichtständigen Sitz im Weltsicherheitsrat 2011 bis 2012. Auch der Inder Poonam Khetrapal Singh wurde im September 2013 von Osttimor bei der Kandidatur als Regionaldirektor des South East Asia Regional office (SEARO) der WHO unterstützt. Bei der Generalversammlung der Vereinten Nationen förderte Osttimor die Resolution zu Yoga.
2009 war erstmals die Eröffnung einer indischen Botschaft in Dili geplant, wurde dann aber nicht umgesetzt. Grund dafür ist der Mangel an geeignetem diplomatischen Personal in Indien. Zunächst blieb die Botschaft Indiens im indonesischen Jakarta zuständig für die Vertretung in Osttimor. Im Dezember 2024 wurde schließlich im Timor Plaza die indische Botschaft in Dili eröffnet. Am 8. April 2025 übergab mit Madan Kumar Ghildiyal der erste indische Botschafter mit Sitz in Dili seine Akkreditierung.
Am 20. März 2025 wurde die Botschaft Osttimors in Neu-Delhi eröffnet. Charge d’Affaires war zunächst Francisco Dionisio Fernandes, bevor Karlito Nunes am 30. Juli 2025 seine Akkreditierung als Botschafter in Indien übergab.

## Wirtschaft
| Handel zwischen Indien und Osttimor in Millionen US-Dollar |                   |                   |
| Jahr                                                       | Indien → Osttimor | Osttimor → Indien |
| 2014/15                                                    | 3,24              | 0,31              |
| 2015/16                                                    | 3,41              | 0,03              |
| 2016/17                                                    | 2,31              | 0,17              |
| 2018                                                       | 4,814             |                   |

2006 erhielt der indische Erdölunternehmen Reliance Natural Resources das Recht in zwei Gebieten der Timorsee nach Erdöl zu suchen. Tata verkaufte 400 Fahrzeuge an die Nationalpolizei Osttimors und andere Regierungseinrichtungen.
2016/17 exportierte Indien Waren im Wert von 2,31 Millionen US-Dollar nach Osttimor, vor allem Medikamente, Plastikwaren und Elektromaschinen. Im Gegenzug wurden Waren im Wert von 170.000 US-Dollar aus Osttimor importiert. Dabei handelte es sich um chemische Produkte.
2018 registrierte das Statistische Amt Osttimors Importe aus Indien im Wert von 4.814.000 US-Dollar, womit Indien auf Platz 14 der Herkunftsländer stand. Zudem gab es von Osttimor nach Brasilien Re-Exporte in Höhe von 23.000 US-Dollar (Platz 18).
In Osttimor leben einige indische Unternehmer und Restaurantbesitzer.

## Entwicklungshilfe
2008 gab Indien 100.000 US-Dollar an Osttimor für Infrastrukturprojekte.
Derzeit (2017) arbeiten etwa 30 Inder als Berater in osttimoresischen Ministerien und internationalen Organisationen. Osttimoresische Studenten erhielten in Stipendien in Indien für Studien in Informatik, Landwirtschaft und Medizin.

## Einreisebestimmungen
Osttimoresen können ein eVisa für Indien erhalten.

## Kultur

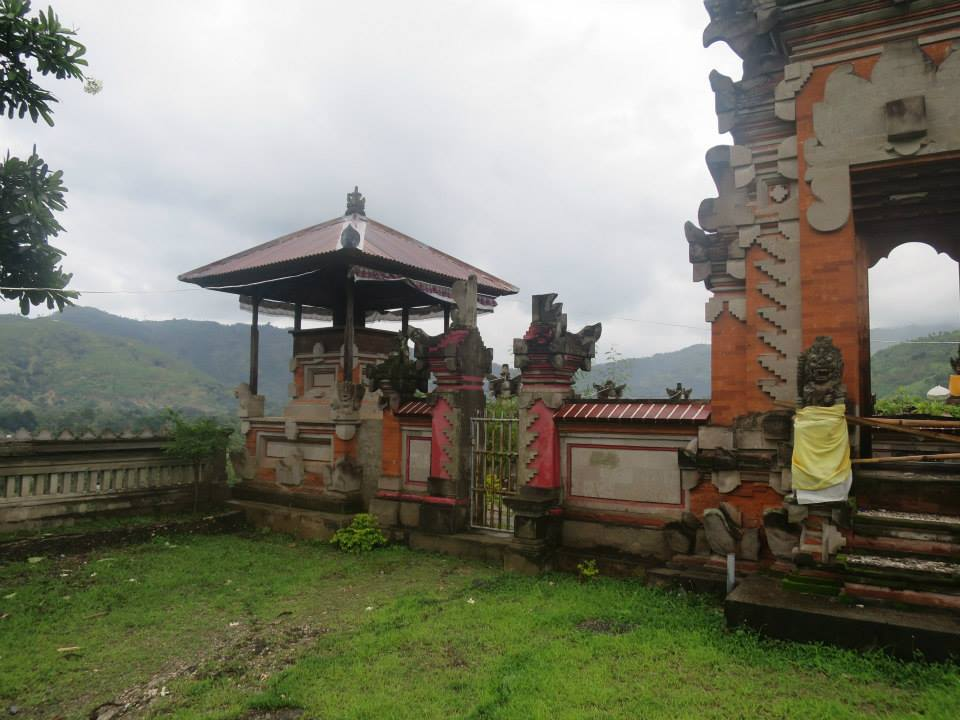
Der Pura Girinatha in Dili

In Osttimor gibt es mit dem Pura Girinatha einen hinduistischen Tempel. Er folgt aber der balinesischen Tradition. Ein weiterer befindet sich bei Maliana.